# Katedra św. Józefa w Raipurze
Katedra św. Józefa w Raipurze jest rzymskokatolicką katedrą w indyjskim mieście Raipur oraz siedzibą arcybiskupa Raipuru i główną świątynią archidiecezji Raipur. Katedra znajduje się przy ulicy Khristbandhu Nivas, w dzielnicy Byron Bazar.
Została wybudowana w 1951 przez pallotynów. Posiada nowoczesną architekturę.